# Idiochlora melica
Idiochlora melica là một loài bướm đêm trong họ Geometridae.